# Rio Rioni

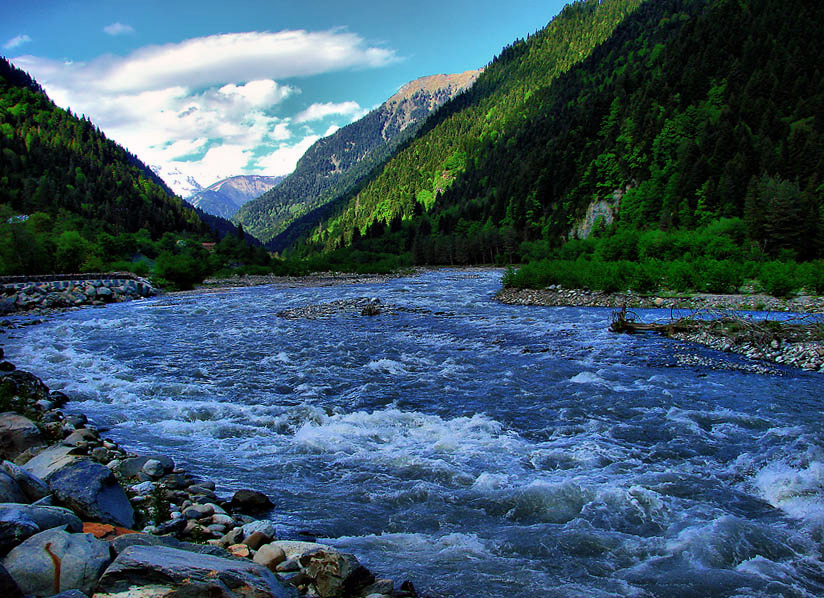
Rio Rioni

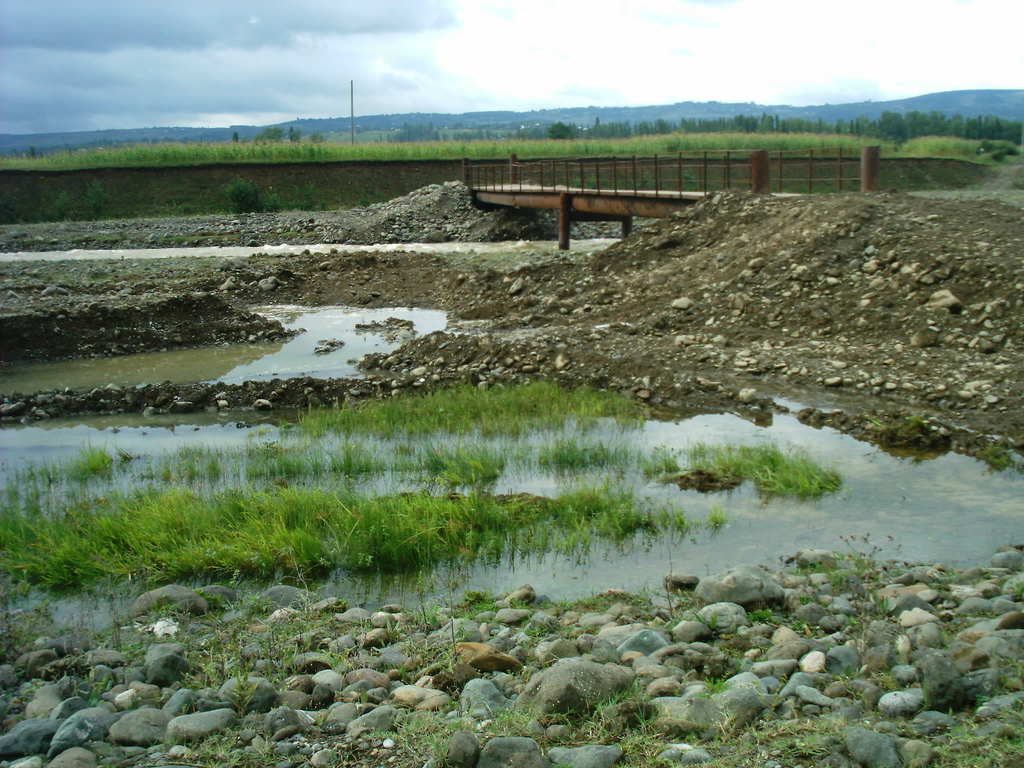
Rio Rioni em Sachkhere

Rioni  (em georgiano:  რიონი) ou, no seu aportuguesamento, Rióni é o maior rio da parte ocidental da Geórgia. Origina-se na Cordilheira do Cáucaso, na região de Racha e segue para o oeste em direção ao Mar Negro. Deságua nesse mar ao norte da cidade de Poti. A cidade de Cutáissi, na região da antiga Cólquida, localiza-se às suas margens.
Conhecido pelos gregos antigos como rio Fásis (em grego clássico: Φάσις; romaniz.: Phásis), foi mencionado pela primeira vez por Hesíodo em sua Teogonia (l.340). Posteriormente, escritores como Apolônio de Rodes (Argonáutica 2.12.61), Virgílio (Geórgica 4.367) e Élio Aristides (Ad Romam 82) consideraram-no como o máximo limite no sentido leste dos mares navegáveis. Sócrates, em Fedão referiu-se à porção do mundo que ele conhecia como estando situado entre as Colunas de Hércules e o rio Fásis.
O faisão tem seu nome derivado desse rio, pois foi nessa região que os antigos primeiro encontraram essas aves.